# Festival Internacional de Cinema de Sant Sebastià 1991
La 39a edició del Festival Internacional de Cinema de Sant Sebastià va tenir lloc entre el 19 i el 28 de setembre de 1991. El Festival s'ha consolidat a la màxima categoria A (festival competitiu no especialitzat) de la FIAPF.

## Desenvolupament
El festival fou inaugurat el 19 de setembre de 1991 pel nou director, el belga Rudi Barnet, apadrinat per Claudia Cardinale amb la projecció de Caccia alla vedova i la presència dels actors Klaus Kinski, Jane Seymour i Malcolm McDowell. Per primer cop la Conquilla d'Or serà premiada amb metàl·lic (200.000 ecus), i inclourà una secció de "Panorama del cinema espanyol", els mercats Screening Donostia i Merkado/Azoka (amb 400 pel·lícules de catàleg) i la secció Documentals de creació. El dia 20 es projectaren Alas de mariposa, Shuttlecock i fora de concurs Atto di dolore. El dia 21 Ucieczka z kina "Wolność" i Scorchers, protagonitzada per Faye Dunaway, i va arribar Charlton Heston, el 22 Zombie ja kummitusjuna i Kamigata kugai zoshi, el 23 La noche más larga i Els papers d'Aspern el 24 Nevozvraixtxenets i Highway 61, i fora de concurs Els nois del barri, el 25 Den store badedag, Erster Verlust i Barton Fink (fora de concurs), alhora que visitava el festival Anjelica Huston. El dia 26 es van projectar I Was on Mars, Waiting i la gal·lesa Un Nos Ola Leuad i el 27 Terra d'armaris i Vörös vurstli. El 28 es va clausurar el festival amb Cita amb Venus i la visita de Glenn Close i Anthony Perkins, alhora que s'anunciava que Robert de Niro no vindria, i es van entregar els premis.

## Jurat oficial
- Paul Leduc
- Fernando Colomo
- Xabier Elorriaga
- Janusz Morgenstern
- Karén Xakhnazàrov
- Bodo Fründt

## Pel·lícules exhibides

### Secció oficial
- Alas de mariposa de Juanma Bajo Ulloa[15]
- Atto di dolore de Pasquale Squitieri (fora de concurs)
- Barton Fink de Joel Coen (fora de concurs)
- Els nois del barri de John Singleton (fora de concurs)
- Caccia alla vedova de Giorgio Ferrara (fora de concurs)
- Carmen de Carlos Saura (fora de concurs)
- Terra d'armaris de Radha Bharadwaj
- Den store badedag de Stellan Olsson
- Erster Verlust de Maxim Dessau
- Highway 61 de Bruce McDonald
- I Was on Mars de Dani Levy
- Kamigata kugai zoshi de Tetsutaro Murano
- La noche más larga de José Luis García Sánchez
- Els papers d'Aspern de Jordi Cadena i Casanovas
- Mala Yerba de José Luis Pérez Tristán (fora de concurs)
- Cita amb Venus d'István Szabó (fora de concurs)
- Nevozvraixtxenets de Serguei Snejkin
- Scorchers de David Beaird
- Shuttlecock d'Andrew Piddington
- Ucieczka z kina "Wolność" de Wojciech Marczewski
- Un Nos Ola Leuad d'Endaf Emlyn
- Vörös vurstli de György Molnár
- Waiting de Jackie McKimmie
- Zombie ja kummitusjuna de Mika Kaurismäki

### Zabaltegi (Zona oberta)
- Das Lachen der Maca Daracs de Dieter Berner
- Der zynische Körper de Heinz Emigholz
- Dream on d'Amber
- Dukhov den de Serguei Selianov
- Hope de M. Carmen Galán
- Jericó de Luis Alberto Lamata
- Paisaje inquietante, nocturno (Poema visual) de José Antonio Sistiaga
- Terranova de Ferran Llagostera
- The Grass Arena de Gillies MacKinnon
- Uova di garofano de Silvano Agosti

### Zabaltegi-Nous realitzadors
- Blood and Concrete de Jeffrey Reiner
- Chiedi la luna de Giuseppe Piccioni
- Crack de Giulio Base
- Die zukünftigen Glückseligkeiten de Fred van der Kooij
- Hijo del río de Ciro Cappellari
- Las tumbas de Javier Torre
- Little Frank de Catherine McDonnell
- Little Secrets de Mark Sobel
- Nach Erzleben de Stefan Dähnert
- Zakat d'Aleksandr Zeldovitx
- Schacko Klak de Frank Hoffmann i Paul Kieffer
- Siempre felices de Pedro Pinzolas
- Til en ukjent d'Unni Straume
- Toto le héros de Jaco Van Dormael
- Und wenn's nicht klappt, dann machen wir's nochmal de Volker Einrauch i Lothar Kurzawa
- Unde la soare e frig de Bogdan Dreyer
- Wilma wohnt weit weg de Dirk Schäfer

### Retrospectives
Les retrospectives d'aquest any són dedicades a l'actor i director britànic Richard Attenborough (amb la projecció de Gandhi o La gran evasió); Todo modo …¿o algún modo? (V Centenari de Ignasi de Loyola), un compendi de pel·lícules que tracten la religió des de diferents perspectives (com La missió, L'exorcista o Pequeñeces) i Kurier.

#### Richard Attenborough
- Sang, suor i llàgrimes (1942)
- A vida o mort (1946)
- School for Secrets (1946)
- Brighton Rock (1948)
- The Guinea Pig (1948)
- Morning Departure (1950)
- Private's Progress (1956)
- Dunkirk (1958)
- Sea of Sand (1958)
- Objectiu: Banc d'Anglaterra (1960)
- The Angry Silence (1960)
- La gran evasió (1963)
- Séance on a Wet Afternoon (1964)
- The Bliss of Mrs. Blossom (1968)
- Oh! What a Lovely War (1969)
- Loot (1970)
- L'estrangulador de Rillington Place (1971)
- Brannigan (1975)
- Un pont massa llunyà (1977)
- Gandhi (1982)
- Cry Freedom (1987)

#### Todo modo …¿o algún modo?
- Pequeñeces de Juan de Orduña (1950)
- La caza de brujas d'Antonio Drove (1967)
- La herida luminosa de Tulio Demicheli (1956)
- Txas polnolounia d'Arūnas Žebriūnas (1988)
- La Via Làctia de Luis Buñuel (1969)
- Romero de John Duigan (1989)
- L'exorcista de William Friedkin (1973)
- La missió de Roland Joffé (1986)

#### Kurier
- Kamixovi rai d'Elena Tsiplakova (1989)
- Savoy de Mikhaïl Avetikov (1990)
- Russkaia ruletka de Valeri Txickov (1990)
- Tsareubitsa de Karén Xakhnazàrov (1991)
- Uroki v kontse vesni d'Oleg Kavun (1991)
- Jizn po limitu d'Aleksei Rudakov (1989)

## Palmarès
Els premis atorgats en aquesta edició foren:
- Conquilla d'Or a la millor pel·lícula (200.000 ecus): Alas de mariposa de Juanma Bajo Ulloa
- Premi Especial del Jurat: Nevozvraixtxenets de Serguei Snejkin
- Conquilla de Plata al millor director: Bruce McDonald per Highway 61
- Conquilla de Plata a la millor actriu: Deborra-Lee Furness, Noni Hazlehurst, Helen Jones i Fiona Press, per Waiting de Jackie McKimmie
- Conquilla de Plata al millor actor: Silu Seppälä, per Zombie ja kummitusjuna de Mika Kaurismäki
- Premi Kutxa per Nous Realitzadors (45.000 dòlars): Crack de Giulio Base
- Premi documental de creació:
  - Reiz dzīvoja septiņi Simeoni, de Hercs Franks 
  - It's a blue world, de Torben Skjødt Jensen
- Premi de la crítica: I Was on Mars de Dani Levy [18]
- Premi del Jurat de la Joventut: Terra d'armaris de Radha Bharadwaj
- Premi del Cercle d'Escriptors Cinematogràfics: Den store badedag de Stellan Olsson
- Premi de l'Ateneu Guipuscoà: Scorchers de David Beaird
- Premi OCIC: Den store badedag de Stellan Olsson
- Premi Donostia: Anthony Perkins